# فيرغل ريسيت
فيرغل ريسيت (3 أغسطس 1985 في فرنسا - ) (بالفرنسية: Virgile Reset)‏ هو لاعب كرة قدم فرنسي في مركز الوسط. لعب مع نادي بولون ونادي تولون ونادي سيدان ونادي سيون ونادي فان ونادي فريجوس ونادي لوريان.

## روابط خارجية
- فيرغل ريسيت على موقع قاعدة بيانات كرة القدم.إي يو (الإنجليزية)
- فيرغل ريسيت على موقع Soccerway.com (الإنجليزية)
- فيرغل ريسيت على موقع عالم كرة القدم.نت (الإنجليزية)